# Lkw-Maut in Österreich

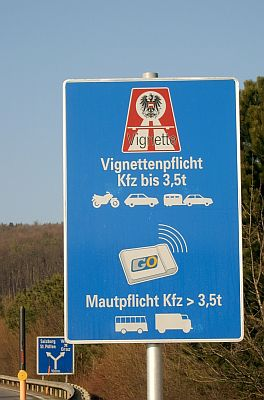
Mauttafel bei jeder Autobahnauffahrt

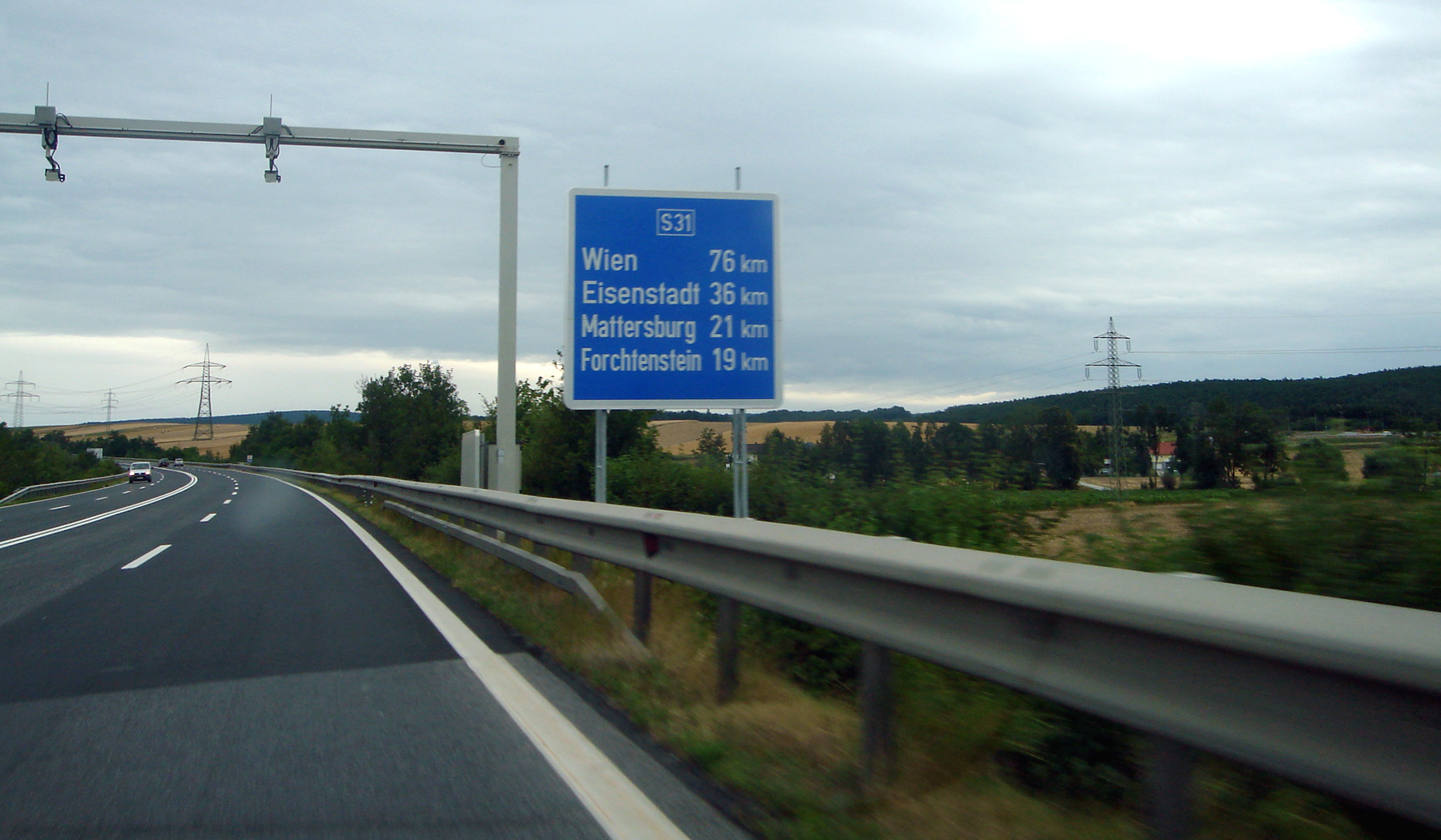
Mautportal an der S31 (Burgenland Schnellstraße)

In Österreich wurde am 1. Jänner 2004 die Gebührenpflicht für alle Kraftfahrzeuge, deren höchstes zulässiges Gesamtgewicht 3,5 t übersteigt, auf allen Autobahnen und Schnellstraßen eingeführt. Damit fallen nicht nur Lkw und Autobusse, sondern auch Wohnmobile und sonstige Fahrzeuge mit mehr als 3,5 t höchstzulässigem Gesamtgewicht unter die Mautpflicht. Für diese Fahrzeuge fällt andererseits die Vignettenpflicht und die Straßenbenutzungsabgabe weg. Außerdem wurde gleichzeitig die Kraftfahrzeugsteuer auf das Niveau von 2000 reduziert.
Das System funktioniert mit einem On-Board-Gerät (GO-Box) und Erfassung mit Empfangsbrücken (Mautportal) entlang der Autobahnen und ist in die ab 2013 eingeführte EU-weit harmonisierte Mauterhebungstechnologie eingebettet.

## System
In Österreich wurde 2002 bis 2003 ein multi-lane free-flow-Mautsystem entlang der Autobahnen und Schnellstraßen auf DSRC-Basis errichtet. Dies bedeutet, dass das System die Mautabbuchung ohne Geschwindigkeitsverringerung und ohne Benutzung spezieller Fahrspuren vornimmt. Dazu wurden ca. 430 Mautportale über den Fahrbahnen aufgestellt. In den mautpflichtigen Fahrzeugen (Lkw und Busse) muss die GO-Box, das On-board-Gerät, an der Innenseite der Windschutzscheiben der Fahrzeuge angebracht werden, die mit den Sendern auf den Portalen auf DSRC-Mikrowellenbasis kommunizieren.
Bei den in Österreich zum Einsatz kommenden GO-Boxen ist nur ein minimaler Installationsaufwand (Ankleben der GO-Box) notwendig, der vom Lenker selbst durchgeführt werden kann und soll. Das Gerät hat eine eigene Stromversorgung (Batterie), die auf fünf Jahre ausgelegt ist.
Die Bedienung der GO-Box ist sehr einfach. Der Fahrer muss vor Fahrtantritt nur die Gesamtanzahl der Achsen von Lkw und Anhänger bzw. Bus durch Tastendruck einstellen bzw. überprüfen (2, 3 oder 4 Achsen).

## Verrechnung
Die Gebühren werden dabei während der Fahrt (quasi „online“) abgerechnet oder von der GO-Box abgebucht. Ein kurzer Piepton beim Durchfahren informiert darüber, ob die Mauttransaktion ordnungsgemäß erfolgt ist. Für die Verrechnung kann entweder auf der GO-Box ein Guthaben bis max. 500 Euro gespeichert werden (das Pre-Pay-Verfahren) oder die Verrechnung erfolgt im Nachhinein über ein Kreditkartensystem, Tankkarten oder die Maestro-Karte (Post-Pay-Verfahren). Auch die Bezahlung im Lastschriftverfahren über Bankkonten mit vorheriger Bankgarantie ist möglich.
Zum Erwerb der GO-Boxen stehen 220 Verkaufsstellen (meist Tankstellen) im Inland und im angrenzenden Ausland bereit. Ein direktes Bezahlen der Maut an eigenen Terminals (wie in Deutschland) oder an Vertriebsstellen ist in Österreich nicht vorgesehen.
Zur Erfassung der Mautpreller gibt es ca. 100 Kontrollportale. Bei diesen Portalen (bestehen meist aus zwei Balken hintereinander) sind jeweils auf dem ersten Portal Scanner, die die Achsanzahl erfassen und die mit den Mikrowellensendern gekoppelt sind, die wiederum mit der GO-Box kommunizieren. Auf dem zweiten Portal sind Kameras installiert, die den Lkw zur Erfassung des Kennzeichens fotografieren und bei Ungereimtheiten die Daten zur Einleitung eines Prüfverfahrens an die ASFINAG senden.
Außerdem werden von der ASFINAG auch mobile Ermittler (genannt SKD – Service- und Kontrolldienst) eingesetzt, die auch die Vignette der Pkw kontrollieren.
Die Mauttarife setzen sich zusammen aus dem Infrastruktur-Grundkilometertarif, einem Zuschlag für die Luftverschmutzung und einem Zuschlag für die Lärmbelästigung. Der Grundtarif und der Luftverschmutzungszuschlag sind nach Emissionsklasse und Achsanzahl gestaffelt, wobei für Fahrzeuge mit reinem Elektro- oder Wasserstoff-Brennstoffzellenantrieb kein Luftverschmutzungszuschlag anfällt. Die Höhe des Zuschlages für die Lärmbelästigung ist abhängig von der Achsanzahl und der Tageszeit. Der Nachttarif gilt zwischen 22:00 und 5:00 Uhr.
Die Maut inklusive der Zuschläge für Luftverschmutzung und Lärmbelästigung beträgt seit 1. Jänner 2019 netto (ohne 20 % Umsatzsteuer) pro Kilometer:
| Abgasnorm        | 2-achsig | 2-achsig | 3-achsig | 3-achsig | 4+-achsig | 4+-achsig |
| ---------------- | -------- | -------- | -------- | -------- | --------- | --------- |
|                  | Tag      | Nacht    | Tag      | Nacht    | Tag       | Nacht     |
| Antriebsart E/H2 | 0,18550  | 0,18590  | 0,26033  | 0,26125  | 0,39011   | 0,39127   |
| EURO VI          | 0,18820  | 0,18860  | 0,26411  | 0,26503  | 0,39443   | 0,39559   |
| EURO V u. EEV    | 0,20240  | 0,20280  | 0,28399  | 0,28491  | 0,41875   | 0,41991   |
| EURO IV          | 0,20870  | 0,20910  | 0,29281  | 0,29373  | 0,42883   | 0,42999   |
| EURO 0 bis III   | 0,22870  | 0,22910  | 0,32081  | 0,32173  | 0,46083   | 0,46199   |

Werden mit mautpflichtigen Zugfahrzeugen Anhänger gezogen, dann geht die Anzahl der Achsen des Anhängers in die Berechnungsgrundlage mit ein (zweiachsiges Zugfahrzeug mit dreiachsigem Anhänger: Maut wird für fünf Achsen berechnet). Diese Regelung gilt nicht bei Wohnmobilen und Autobussen (zweiachsiger Autobus mit zweiachsigem Gepäckanhänger: Maut wird für zwei Achsen berechnet).
Allerdings gibt es noch sechs Sondermautstrecken sowie die Strecke Staatsgrenze Kufstein – Innsbruck Ost der Inntal Autobahn, für die ein höherer Tarif zur Anwendung kommt. Dies sind:
| Mautstrecke                                       | Länge | Abgasnorm        | 2-achsig | 2-achsig | 3-achsig | 3-achsig | 4+-achsig | 4+-achsig |
| ------------------------------------------------- | ----- | ---------------- | -------- | -------- | -------- | -------- | --------- | --------- |
|                                                   |       |                  | Tag      | Nacht    | Tag      | Nacht    | Tag       | Nacht     |
| Pyhrn Autobahn, Bosruck                           | 10 km | Antriebsart E/H2 | 4,19     | 4,20     | 5,88     | 5,88     | 8,81      | 8,82      |
|                                                   |       | EURO VI          | 4,22     | 4,22     | 5,91     | 5,92     | 8,85      | 8,83      |
|                                                   |       | EURO V u. EEV    | 4,40     | 4,41     | 6,17     | 6,18     | 9,18      | 9,19      |
|                                                   |       | EURO IV          | 4,47     | 4,47     | 6,26     | 6,27     | 9,28      | 9,29      |
|                                                   |       | EURO 0 bis III   | 4,67     | 4,67     | 6,54     | 6,55     | 9,60      | 9,62      |
| Pyhrn Autobahn, Gleinalm                          | 25 km | Antriebsart E/H2 | 10,21    | 10,22    | 14,31    | 14,33    | 21,46     | 21,49     |
|                                                   |       | EURO VI          | 10,28    | 10,29    | 14,40    | 14,43    | 21,56     | 21,59     |
|                                                   |       | EURO V u. EEV    | 10,72    | 10,73    | 15,03    | 15,05    | 22,36     | 22,39     |
|                                                   |       | EURO IV          | 10,88    | 10,89    | 15,24    | 15,27    | 22,61     | 22,64     |
|                                                   |       | EURO 0 bis III   | 11,37    | 11,38    | 15,93    | 15,95    | 23,39     | 23,42     |
| Tauern Autobahn, Tauern/Katschberg                | 47 km | Antriebsart E/H2 | 17,92    | 17,94    | 25,12    | 25,16    | 37,66     | 37,72     |
|                                                   |       | EURO VI          | 18,05    | 18,07    | 25,30    | 25,34    | 37,86     | 37,92     |
|                                                   |       | EURO V u. EEV    | 18,87    | 18,89    | 26,44    | 26,49    | 39,33     | 39,38     |
|                                                   |       | EURO IV          | 19,16    | 19,18    | 26,85    | 26,90    | 39,80     | 39,85     |
|                                                   |       | EURO 0 bis III   | 20,09    | 20,11    | 28,16    | 28,20    | 41,29     | 41,34     |
| Karawanken Autobahn, Tunnel                       | 10 km | Antriebsart E/H2 | 7,98     | 7,98     | 11,17    | 11,18    | 16,76     | 16,77     |
|                                                   |       | EURO VI          | 8,00     | 8,01     | 11,21    | 11,22    | 16,80     | 16,81     |
|                                                   |       | EURO V u. EEV    | 8,25     | 8,25     | 11,55    | 11,56    | 17,26     | 17,27     |
|                                                   |       | EURO IV          | 8,31     | 8,31     | 11,64    | 11,65    | 17,35     | 17,37     |
|                                                   |       | EURO 0 bis III   | 8,50     | 8,51     | 11,91    | 11,92    | 17,67     | 17,68     |
| Brenner Autobahn, Innsbruck-Amras – Staatsgrenze  | 35 km | Antriebsart E/H2 | 21,19    | 21,19    | 29,67    | 29,67    | 44,51     | 89,01     |
|                                                   |       | EURO VI          | 21,19    | 21,19    | 29,67    | 29,67    | 44,51     | 89,01     |
|                                                   |       | EURO V u. EEV    | 21,56    | 21,56    | 30,18    | 30,18    | 45,28     | 90,55     |
|                                                   |       | EURO IV          | 21,56    | 21,56    | 30,18    | 30,18    | 45,28     | 90,55     |
|                                                   |       | EURO 0 bis III   | 21,56    | 21,56    | 30,18    | 30,18    | 45,28     | 90,55     |
| Brenner Autobahn, Innsbruck-Wilten – Staatsgrenze | 34 km | Antriebsart E/H2 | 20,54    | 20,54    | 28,75    | 28,75    | 43,13     | 86,26     |
|                                                   |       | EURO VI          | 20,54    | 20,54    | 28,75    | 28,75    | 43,13     | 86,26     |
|                                                   |       | EURO V u. EEV    | 20,89    | 20,89    | 29,25    | 29,25    | 43,88     | 87,76     |
|                                                   |       | EURO IV          | 20,89    | 20,89    | 29,25    | 29,25    | 43,88     | 87,76     |
|                                                   |       | EURO 0 bis III   | 20,89    | 20,89    | 29,25    | 29,25    | 43,88     | 87,76     |
| Arlberg Schnellstraße, Tunnel                     | 16 km | Antriebsart E/H2 | 7,90     | 7,91     | 11,07    | 11,08    | 16,60     | 16,62     |
|                                                   |       | EURO VI          | 7,94     | 7,95     | 11,13    | 11,15    | 16,67     | 16,69     |
|                                                   |       | EURO V u. EEV    | 8,26     | 8,26     | 11,57    | 11,58    | 17,24     | 17,26     |
|                                                   |       | EURO IV          | 8,36     | 8,36     | 11,71    | 11,73    | 17,40     | 17,42     |
|                                                   |       | EURO 0 bis III   | 8,68     | 8,68     | 12,16    | 12,17    | 17,91     | 17,93     |
| Inntal Autobahn                                   | 75 km | Antriebsart E/H2 | 17,28    | 17,28    | 24,19    | 24,19    | 36,29     | 36,29     |
|                                                   |       | EURO VI          | 17,28    | 17,28    | 24,19    | 24,19    | 36,29     | 36,29     |
|                                                   |       | EURO V u. EEV    | 17,58    | 17,58    | 24,61    | 24,61    | 36,91     | 36,91     |
|                                                   |       | EURO IV          | 17,58    | 17,58    | 24,61    | 24,61    | 36,91     | 36,91     |
|                                                   |       | EURO 0 bis III   | 17,58    | 17,58    | 24,61    | 24,61    | 36,91     | 36,91     |

## Kompatibilität mit ausländischen Systemen
- Schweiz: Anstelle der GO-Box kann auch die Schweizer LSVA-Box Tripon verwendet werden. Der Nutzer muss dazu eine Anmeldung bei der ASFINAG vornehmen, welche mit der Eidgenössischen Zollverwaltung (EZV) zusammenarbeitet. Diese erstellt anhand der Fahrzeug- und Zahlungsdaten eine Chipkarte, mit welcher der Fahrzeughalter die ASFINAG-Vertragsdaten ins Tripon-Gerät einlesen kann. Die Abrechnung erfolgt in beiden Ländern völlig unabhängig voneinander.
- Deutschland: Damit auch ein Zusammenarbeiten mit den deutschen On-Board-Units (OBU) von Toll Collect möglich ist, musste bei dieser eine Softwareanpassung durchgeführt werden. Die von der EU empfohlene DSRC-Schnittstelle (Dedicated Short Range Communication) der deutschen On-Board-Unit überträgt im Infrarotbereich, die österreichische im Mikrowellenbereich. Der österreichische Komponentenhersteller Efkon liefert nach eigener Aussage für die deutsche OBU Module mit beiden Übertragungskanälen. Die interoperablen OBUs sind seit dem 1. September 2011 unter der Bezeichnung „Toll2Go“ verwendbar.[3]

## Betreiber
Errichtet und betrieben wurde das Mautsystem von der Firma Europpass, die ein Tochterunternehmen der italienischen Firma Autostrade war, die 2002 einen Vertrag mit der ASFINAG abgeschlossen hat. Die Vertragsdauer sollte zehn Jahre mit einer Option auf weitere fünf Jahre betragen. Die ASFINAG hat im November 2004 bekannt gegeben, dass sie die Europpass erwerben will, was sie am 31. August 2005 auch getan hat. Für 208 Mio. Euro wurde die Firma Europpass durch die vertraglich zugesicherte Call Option von der ASFINAG zurückgekauft und in die so genannte Maut Service Gesellschaft (MSG) integriert. Seit 1. Jänner 2006 wurden alle Agenden der Europpass von der MSG übernommen.

## Ausnahmen von der Lkw-Maut
Folgende Fahrzeuge sind nach verschiedenen Gesetzen von der Maut ausgenommen
- Militärfahrzeuge („Heeresfahrzeuge“)
- Einsatzfahrzeuge
- Fahrzeuge der öffentlichen Sicherheit (Zollwache, Justizwache)
- Fahrzeuge für UNO-Einsätze

Im November 2017 trat eine neue Mautregelung in Kraft, die dazu führte, dass ausländische Einsatzfahrzeuge über 3,5 Tonnen Gesamtgewicht nur noch dann von der Maut befreit sind, wenn sie mit Sondersignal auf der Fahrt zu einem Einsatz jenseits der Grenze sind, jedoch musste auf der Rückfahrt ohne Sondersignal für diese Fahrzeuge Maut bezahlt werden. Nach Protesten wurde schließlich im Juli 2018 eine generelle Ausnahme von der Mautpflicht für ausländische Einsatzfahrzeuge eingeführt.

## Chronik
Bereits 1996 wurde ein eigenes Gesetz zur Einführung der Lkw-Maut in Österreich beschlossen (Bundesstraßenfinanzierungsgesetz), das eine Lkw-Maut ab 1998 vorsah. Nach zahlreichen Verzögerungen und einer politischen Abstimmung sowie Erlassung einer neuen, systemneutralen Gesetzesgrundlage (Bundesstraßen-Maut-Gesetz) konnte es 2001 zu einer europaweiten Ausschreibung kommen. Drei Anbieter, die Gebote abgegeben hatten, legten Pläne für Mautsysteme auf Mikrowellen- (DSRC-System) und Satellitenbasis vor. Eine Weiterentwicklung des in mehreren Staaten bereits bewährten DSRC-Systems setzte sich – mit modernster Technik und günstigen Betriebskosten – durch, es kam am 25. Juni 2002 zur Auftragsvergabe an die Europpass Lkw-Mautsystem GmbH, eine 100-prozentige Tochter der italienischen Autostrade S.p.A. Auch die deutsche Toll Collect bot in Österreich ihr Satellitensystem an, wurde aber an dritter und letzter Stelle gereiht.
Am 10. Oktober 2002 wurde das erste Mautportal auf der A2 errichtet.
Am 22. September 2003 startete der Probebetrieb mit einigen hundert Lkw bis Mitte November 2003.
Am 26. November 2003 erließ Verkehrsminister Hubert Gorbach eine Verordnung, die die rechtliche Grundlage für den spätestmöglichen Start per 1. Jänner 2004 war.
Im Dezember 2003 bot Europpass dem deutschen Verkehrsminister Stolpe an, auch in Deutschland innerhalb von sechs Monaten ein funktionierendes Maut-System zu errichten. Europpass war auch bereit, bei verspätetem Betriebsbeginn des eigenen Mautsystems einen Pönalbetrag von 160 Millionen Euro an Deutschland zu zahlen.(Quelle:ORF)
Mautstart am 1. Jänner 2004
Anlaufschwierigkeiten gab es im Jänner 2004 nur beim Verkauf der GO-Boxen. Europpass und Frächter schoben sich gegenseitig die Schuld zu. Der Betreiber beklagte, dass die Frächter bis zum letzten Tag gewartet hätten, die GO-Box zu kaufen, während einige Frächter beklagten, dass sie im Juli 2003 die GO-Boxen schon bestellt hätten, diese aber nicht geliefert wurden. Da für die erstmalige Anmeldung zum System eine Einbuchung an den Kassen der Vertriebspartner (meist Tankstellen) benötigt wird, kam es zu längeren Wartezeiten. Auch den Banken wurde vorgeworfen, die Bonitätsprüfungen, die zur Anmeldung notwendig sind, zu langsam durchzuführen. Die Erkennung der GO-Boxen in den Mautportalen funktionierte größtenteils ohne Probleme.
Im März 2004 wurden einzelne systembedingte Schwierigkeiten durch Beschwerden der Benutzer bekannt. So wurden beispielsweise bei Staus unter den Mautbrücken einzelne Abschnitte mehrfach abgebucht oder die GO-Boxen reagieren nicht bei Durchfahrt. Fahrer, bei denen ein solcher Abschnitt nicht ordnungsgemäß abgebucht wurde, wurden als Mautpreller angehalten und mit Strafzahlungen in Höhe von 220 Euro belegt. Vereinzelt tauchten auch Abschnitte auf der Abrechnung auf, die gar nicht befahren wurden. Die meisten derartigen Probleme konnten aber im Frühjahr 2004 beseitigt werden.
Da trotz aller Bemühungen von Europpass und ASFINAG die Probleme mit den nicht erfassten Mautabschnitten unlösbar blieben und die Mautordnung in der 2003 erlassenen Fassung die Fahrer und deren Firmen erheblich belasteten, wurde auf Druck der Wirtschaftskammer die Mautordnung mit Wirkung vom 1. Juli 2004 geändert. Dadurch ist es seither für die Fahrer nicht mehr erforderlich, dass sie ein Stummbleiben der GO-Boxen beim Durchfahren eines Mautportals binnen fünf Stunden und 70 Kilometer melden müssen. Nunmehr hat die Europpass die rechtliche Möglichkeit, die fehlenden Abschnitte selbstständig nachzubuchen. Dies garantiert die Mautzahlung, ohne dass die Fahrer bestraft werden.
Bereits im ersten Monat waren laut ASFINAG die Einnahmen mit 50 Millionen Euro im Plan. Hochgerechnet auf das Jahr ergibt das 600 Millionen Euro.
Auch bei der Verbrechensbekämpfung konnte die ASFINAG schon im Jänner 2004 mit den gespeicherten Kfz-Kennzeichen mitwirken. Nach einem tödlichen Unfall mit Fahrerflucht musste die ASFINAG nach einem Richterspruch die Daten herausgeben. Der flüchtige Lenker konnte bereits zwei Tage später ermittelt werden.
Bedingt durch so genannte Mautflüchtlinge (= Ausweichverkehr von Lkw auf Nebenstraßen) mussten bereits im ersten Halbjahr 2004 zahlreiche Straßenabschnitte, die parallel zur Autobahn verlaufen, für den Durchzugsverkehr mit Lkw über 3,5 t gesperrt werden. Ein Fahrverbot über längere Strecken parallel zu verhängen bedingt eine längere Prozedur, wie Verkehrszählungen, Kommissionierungen etc. Auch in den Navigationssystemen muss diese Route für Lkw ausgenommen werden. Der Anrainerverkehr muss aber weiterhin aufrecht möglich sein. Als Alternative wird über eine Mautpflicht für das gesamte Straßennetz sowie eine Pkw-Maut nachgedacht.

## Mit Planung, Finanzierung, Entwicklung, und Betrieb des Mautsystems beauftragt
Europpass Lkw-Mautsystem GmbH, 100-prozentiges Tochterunternehmen der Autostrade S.p.A. Diese Gesellschaft ging 2005 zu 100 % in die ASFINAG über und wurde in die ASFINAG Mautservice GesmbH integriert.